# Hofors HC
Hofors HC är en ishockeyklubb från Hofors i Gästrikland som bildades 1984. Hemmaarena är Hofors ishall. Klubben har spelat i Division I säsongerna 1985/1986, 1986/1987 och 1993/1994. Dessutom spelade man i Division 1 när den blivit tredje högsta serie säsongerna 1999/2000 och 2001/2002.

## Spelare
Nedan finns ett urval av spelare som representerat Hofors HC eller har Hofors HC som moderklubb:
- Andreas Johansson, Färjestads BK
- Ulf Söderström, Linköpings HC
- Erkki Saramaa Linköpings HC
- Thomas Åhlén Leksands IF, Skellefteå aik, AIK.
- Mattias Pettersson AIK, Brynäs IF
- Anders Hedström Modo Hockey
- Patrick Ohlsson Brynäs IF
- Arto Heinola Väsby IK Hockey
- Jan-Erik Silfverberg Brynäs IF
- Per Schederin Brynäs IF
- Thomas Lundin Västra Frölunda HC
- Conny Silfverberg Brynäs IF
- Prins Daniel Westling Bernadotte